# Étienne-Vincent Guilbert
Philippe Jacques Étienne Vincent Guilbert, né le 26 décembre 1761 à Saint-Jean-sur-Cailly et mort à Londres le 1er mars 1829, est un imprimeur-libraire, journaliste, professeur de langues et homme de lettres français.

## Biographie
Fils d’un laboureur, Guilbert remplit pendant quelque temps les fonctions de vicaire de la paroisse de Saint-Vigor de Rouen après avoir embrassé l’état ecclésiastique. N’ayant pas prêté serment à la Constitution civile du clergé, au début de la Révolution, il finit par renoncer à cette carrière. Devenu homme de lettres, il est le rédacteur, à Rouen, du Journal du commerce, de politique et de littérature françoise et angloise (1792-1793) puis du l’Indicateur politique, mercantile et littéraire (1792), en association avec Gilles, homme de loi.
En 1792, avec la Société typographique, il rachète l’imprimerie de la veuve de Jacques Besongne et publie successivement les périodiques intitulées la Vedette normande, seul organe républicain de la ville et subventionné à ce titre par le Directoire (1792-1793), l’Indicateur politique, mercantile et littéraire (1795-1802), le Répertoire universel, La Semaine ou recherches littéraires tant anciennes que modernes. Il publie encore, de 1793 à 1804, Almanach des gens de gout pour l’année 1793, et donne conjointement avec le publiciste Servan, ancien avocat général au Parlement de Grenoble, une Correspondance entre quelques hommes honnêtes.
Ayant pris la défense du Roi, au moment de son procès, dans le journal qu'il publie alors, Guilbert est inquiété par la répression jacobine en janvier 1793 et, un moment, arrêté pour incivisme avant de recevoir, le 15 avril 1793, après avoir vu son journal interdit, l’ordre du département de se retirer à Lausanne en Suisse. Il rentre, désormais républicain convaincu, à Rouen en juillet 1795. En août, il épouse à Paris Françoise Marie Anne Poteau, la fille d’un bourgeois de Morat.

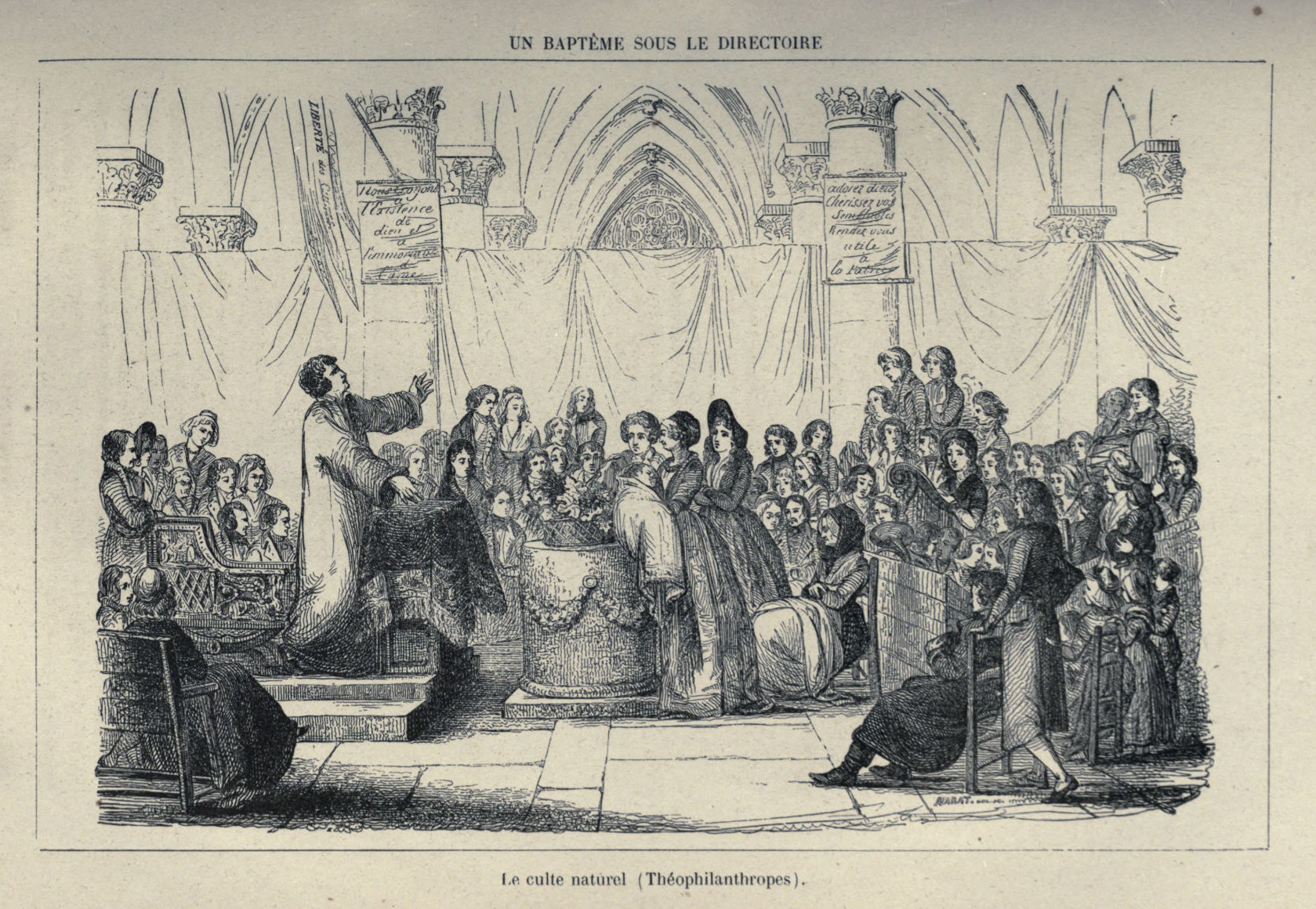
Assemblée de théophilanthropes.

À l’avènement de la théophilanthropie, culte d’origine privée soutenu, pour asseoir l’esprit républicain, par le Directoire, notamment par le directeur La Révellière-Lépeaux, il fonde à Rouen aux environs du 18 fructidor une Société théophilanthropique où se trouvent réunis d’anciens adversaires politiques. Après avoir réimprimé le Manuel, l’Instruction élémentaire et le Recueil de Cantiques de Chemin, il parvient à grouper des concours assez nombreux, dont quelques-uns lui sont précieux. Un certain Nicolas Foubert est son second et préside avec lui les offices tandis que l’organiste Charles Broche dirigea les chœurs et la musique. Il préside notamment l’inauguration du culte à Saint-Patrice, le 10 brumaire an VII. Mis sous surveillance en mars-avril 1796, il est libéré sur intervention ministérielle, mais perd néanmoins toutes ses subventions et, de 1796 environ à 1800, travaille en association avec l’imprimeur Nicolas Herment.
Devenu suspect après le coup d'État du 18 Brumaire, son journal est menacé puis interdit, le 3 avril 1802. Il se lance alors dans la publication du Répertoire maritime, une feuille d’annonces interdite à son tour le 20 mars 1803, puis de La Semaine ou l’Observateur dramatique (1804-1810). Veuf en 1810, il épouse l'année suivante à Rouen Aimable Désirée Rose Louvet, marchande mercière. À la même époque, tombé en faillite et n’étant pas breveté imprimeur, il doit partir travailler à Paris chez l’imprimeur Pierre Gueffier.
Revenu par la suite à Rouen enseigner les langues, il est reçu membre de la Société libre d’émulation, dont il devient président. Il fait aux séances de cette société la lecture de différents écrits, tels que Éloge historique de Jeanne d’Arc, Notice sur le général Joubert, Notice sur le général Desaix, Notice sur Ducastel, Notice sur Madame du Bocage, Éloge nécrologique de M. de Fontenay, maire de Rouen…
Sa femme est déclarée veuve lorsqu'elle meurt à Rouen, le 8 février 1830. Lorsqu'une de leurs filles, née en 1813, se marie en 1834, Guilbert est déclaré « absent et sans domicile connu depuis environ dix-neuf ans », ce qui pourrait faire remonter sa « disparition » à 1815 environ. Cependant, il est à noter que Rose Louvet accouche d'un enfant de sexe masculin sans vie, le 30 septembre 1820, et bien que ce n'est pas Guilbert qui déclare l'acte à la mairie, il est écrit que les parents de l'enfant mort-né sont domiciliés à Rouen, au 48, rue Écuyère.

### Décès
Guilbert avait eu un fils d'un premier lit, Démosthène Aristide Guilbert, né à Rouen en 1801 de sa première épouse, Françoise Marie Anne Poteau, morte à Rouen en 1810. Lorsque Démosthène se marie en secondes noces en 1838 à Saint-Germain-en-Laye, le décès de son père est cité comme ayant été enregistré dans la paroisse de St James, Westminster à Londres le 1er mars 1829.